# عباس غلامشاهی
عباس غلامشاهی دریادار دوم سپاه پاسداران انقلاب اسلامی است، که هم‌اکنون فرماندهی منطقهٔ یکم دریایی صاحب‌الزمان نیروی دریایی سپاه پاسداران را برعهده دارد.
وی فعالیت نظامی را در خلال جنگ ایران و عراق در سپاه هرمزگان آغاز کرد و مراتب فرماندهی را در نیروی دریایی سپاه پاسداران طی نمود. او از اوایل دهه ۱۳۸۰ تا سال ۱۳۹۴ معاون هماهنگ‌کننده و رئیس ستاد منطقهٔ یکم دریایی صاحب‌الزمان بود، از ۱۳۹۴ تا ۱۳۹۷ به‌عنوان جانشین فرمانده منطقه یکم دریایی صاحب‌الزمان ندسا فعالیت می‌کرد و از سال ۱۳۹۷ تاکنون نیز فرمانده منطقه یکم دریایی صاحب‌الزمان ندسا است. غلام‌شاهی در سال ۱۳۹۸ توسط وزارت خزانه‌داری آمریکا تحریم شد.